# Guatteria rufotomentosa
Guatteria rufotomentosa är en kirimojaväxtart som beskrevs av Robert Elias Fries. Guatteria rufotomentosa ingår i släktet Guatteria och familjen kirimojaväxter. Inga underarter finns listade i Catalogue of Life.